# Apple Valley (Minnesota)
Apple Valley is een plaats (city) in de Amerikaanse staat Minnesota, en valt bestuurlijk gezien onder Dakota County.

## Demografie
Bij de volkstelling in 2000 werd het aantal inwoners vastgesteld op 45.527.

## Geografie
Volgens het United States Census Bureau beslaat de plaats een oppervlakte van
45,9 km², waarvan 44,9 km² land en 1,0 km² water.